# Nalbari (stad)
Nalbari is een stad en gemeente in het district Nalbari van de Indiase staat Assam. 

## Demografie
Volgens de Indiase volkstelling van 2001 wonen er 23.177 mensen in Nalbari, waarvan 52% mannelijk en 48% vrouwelijk is. De plaats heeft een alfabetiseringsgraad van 79%. 